# Canamaris
Os Kanamaris são um grupo indígena que habita a região do estado brasileiro do Amazonas, mais precisamente as Áreas Indígenas Kanamari do rio Juruá, Maraã/Urubaxi, Paraná do Lago Paricá, Vale do Javari e, Terra Indígena Kanamari do Matrinxã. 
A Tribo Kanamari era conhecida por seus inúmeros segredos místicos, uma tribo isolada das nações majoritárias, que possuía grande conhecimento na medicina indígena.
Etnograficamente, o povo Kanamarí é semelhante ao povo Flecheiro, no entanto, segundo Scott Wallace (escritor e fotojornalista da revista National Geographic) foi observado um encontro entre Kanamarí e  Flecheiro, mostrando que os dois possuem idiomas diferentes, ainda desconhecida.
Os dados das últimas informações restam apenas uma descendente direta dos Kanamaris, a manauara Elen Camila Sampaio, filha direta do penúltimo descendente Kanamari. Sendo considerada patrimônio do Estado do Amazonas.[carece de fontes?]